# (19253) 1994 RN28
(19253) 1994 RN28 est un astéroïde de la ceinture principale découvert en 1994.

## Description
(19253) 1994 RN28 a été découvert le 5 septembre 1994 à l'observatoire de La Silla, au Chili, par Eric Walter Elst.

### Caractéristiques orbitales
L'orbite de cet astéroïde est caractérisée par un demi-grand axe de 2,98 UA, un périhélie de 2,69 UA, une excentricité de 0,010 et une inclinaison de 1,55° par rapport à l'écliptique. Du fait de ces caractéristiques, à savoir un demi-grand axe compris entre 2 et 3,2 UA et un périhélie supérieur à 1,666 UA, il est classé, selon la JPL Small-Body Database, comme objet de la ceinture principale.

### Caractéristiques physiques
(19253) 1994 RN28 a une magnitude absolue (H) de 14,7 et un albédo estimé à 0,118.